# Masteria lucifuga
Espèce
Synonymes
- Accola lucifuga Simon, 1889
- Accola cyclops Simon, 1889
- Masteria cyclops (Simon, 1889)
- Accola tovarensis Simon, 1889
- Masteria tovarensis (Simon, 1889)

Masteria lucifuga est une espèce d'araignées mygalomorphes de la famille des Dipluridae.

## Distribution
Cette espèce est endémique du Venezuela.

## Publication originale
- Simon, 1889 :  Arachnides. Voyage de M. E. Simon au Venezuela (décembre 1887-avril 1888). 4e Mémoire. Annales de la Société Entomologique de France, sér. 6, vol. 9, p. 169-220 (texte intégral).